# Ethra marginata
Ethra marginata is een keversoort uit de familie glimwormen (Lampyridae). De wetenschappelijke naam van de soort werd voor het eerst geldig gepubliceerd in 1832 door Gray in Griffiths.